# Monanthaparva (Bulbophyllum)
Monanthaparva es una sección del género Bulbophyllum perteneciente a la familia de las orquídeas. La especie tipo es: B. striatellum Ridl.
Se caracterizan por  tener un bode basal por encima de la unión de la bráctea floral, un pedicelo alargado, un labio entero, no una discreta cresta media en el labio y un pie de columna estrecha.

## Especies
1. Bulbophyllum ciliatum (Blume) Lindl. 1830 Java y Sulawesi
2. Bulbophyllum comberi J.J.Verm. in J.B.Comber 1990 penninsular Malaysia, Java y Borneo
3. Bulbophyllum ecristatum J.J.Verm. & P.O'Byrne 2008 Sulawesi
4. Bulbophyllum furcillatum J.J.Verm. & P.O'Byrne 2003 Sumatra
5. Bulbophyllum grudense J.J.Sm. 1905 Malaysia, Borneo yJava
6. Bulbophyllum hemisterranthum J.J.Verm. & P.O'Byrne 2008 Sulawesi
7. Bulbophyllum iterans J.J.Verm. & P.O'Byrne 2003 Sulawesi
8. Bulbophyllum marudiense Carr 1935 Sabah y Sarawak Borneo
9. Bulbophyllum membranaceum Teijsm. & Binn. 1855 Malaysia, Borneo, Java, Sulawesi, Sumatra, Papua and New Guinea, Solomon Islands Fiji, Samoa, Tonga y Vanuatu
10. Bulbophyllum menglunense Z.H.Tsi & Y.Z.Ma 1985 southern Yunnan China
11. Bulbophyllum pachyneuron Schltr. 1911 Sulawesi
12. Bulbophyllum papillatum J.J.Sm. 1910 Java y Borneo
13. Bulbophyllum striatellum Ridl. 1890 Malaysia y Borneo